# Edukt
Edukt bezeichnet einen aus Rohstoffen abgeschiedenen Stoff (z. B. Pflanzenöl aus Ölsaat) oder in der Geologie das Ausgangsgestein bei der Gesteinsmetamorphose.
Des Weiteren ist Edukt ein veralteter Ausdruck für einen Stoff (eine Chemikalie), mit dem man eine chemische Reaktion durchführen will. Der heutzutage für diese Bedeutung empfohlene Begriff lautet Reaktant oder auch Ausgangsstoff.

## Herkunft
Der Begriff Edukt von lateinisch eductum ‚Herausgeführtes‘ erklärt sich daher, dass Chemiker reine Stoffe verwenden, die zuvor aus natürlichen Gemischen oder Verbindungen (wie z. B. Erzen) gewonnen („herausgeführt“) wurden.
Im gleichen Sinnzusammenhang wird Edukt auch in der Gesteinskunde angewandt. Damit werden die Ausgangsgesteine (Eduktgesteine) vor einer Umwandlung bzw. Veränderung bezeichnet.